# Memorial Cup
Memorial Cup är en trofé som årligen ges till det lag som vunnit det kanadensiska juniorishockeymästerskapet CHL, Canadian Hockey League. CHL är en turnering mellan fyra lag; ett värdlag samt mästarlagen från CHL:s tre medlemsligor OHL, WHL och LHJMQ.
Memorial Cup delades ut första gången 1919 då University of Toronto Schools besegrade Regina Patricias i två matcher med 14–3 och 15–5.